# Gregorio Méndez, Jalpa de Méndez
Gregorio Méndez är en ort i Mexiko.   Den ligger i kommunen Jalpa de Méndez och delstaten Tabasco, i den sydöstra delen av landet, 600 km öster om huvudstaden Mexico City. Gregorio Méndez ligger 13 meter över havet och antalet invånare är 1 105.
Terrängen runt Gregorio Méndez är mycket platt. Runt Gregorio Méndez är det ganska tätbefolkat, med 166 invånare per kvadratkilometer. Närmaste större samhälle är Comalcalco, 14,8 km nordväst om Gregorio Méndez. Trakten runt Gregorio Méndez består till största delen av jordbruksmark.